# Terry Kilburn
Terry Kilburn, właśc. Terence E. Kilburn (ur. 25 listopada 1926 w Londynie) – amerykański aktor filmowy pochodzenia brytyjskiego; dziecięca gwiazda Hollywood z przełomu lat 30. i 40. XX wieku. Jeden z ostatnich żyjących aktorów tamtego okresu.

## Życiorys
Urodzony w Londynie; jako 10-letni chłopiec w 1937 wyemigrował z rodzicami do Stanów Zjednoczonych. Odkryty przez poszukiwacza talentów z wytwórni MGM stał się gwiazdą popularnych wówczas filmów: Decydująca noc (1938; wyreżyserowana przez Josepha L. Mankiewicza ekranizacja Opowieści wigilijnej Charlesa Dickensa) oraz Żegnaj, panie Chips (1939; reż. Sam Wood). W latach 40. regularnie pojawiał się w kolejnych produkcjach. Po ukończeniu szkoły średniej studiował na Uniwersytecie Kalifornijskim w Los Angeles. W kolejnych latach skupił się na pracy na scenie teatralnej, w 1952 zadebiutował na Broadwayu. W latach 1970–1994 był dyrektorem Meadow Brook Theatre w Rochester; gdzie zasłynął m.in. z corocznej adaptacji Opowieści wigilijnej Dickensa.
Przez 50 lat pozostawał w związku z aktorem teatralnym Charlesem Nolte (ur. 1923; zm. 2010).

## Wybrana filmografia
- Lord Jeff (1938) jako Albert Baker
- Zakochani (1938)
- Decydująca noc (1938) jako Timothy "Tiny Tim" Cratchit
- Żegnaj, panie Chips (1939) jako John Colley/Peter Colley I, II i III
- Przygody Sherlocka Holmesa (1939) jako Billy
- Andy Hardy dostaje wiosennej gorączki (1939) jako Harmon Stickin Plaster Higginbotham, Jr.
- Szwajcarska rodzina Robinsonów (1940) jako Ernest Robinson
- Jankes w Eton (1942) jako Hilspeth
- Zagubione dni (1942) jako gazeciarz
- Klucze królestwa (1944) jako Malcolm Glennie (sceny z jego udziałem usunięto)
- Wielka nagroda (1944) jako Ted
- Pieśń Szeherezady (1947) jako aspirant Lorin
- Przypadki kapitana Blooda (1950) jako Kenny Jensen
- Only the Valiant (1951) jako Saxton
- Niewolnicy Babilonu (1953) jako Cyrus II Wielki
- Diabeł bez twarzy (1958) jako kpt. Al Chester
- Lolita (1962)